# Canton d'Amiens-6
Le canton d'Amiens-6 est une circonscription électorale française du département de la Somme.

## Histoire
Un nouveau découpage territorial de la Somme entre en vigueur à l'occasion des premières élections départementales suivant le décret du 26 février 2014. Les conseillers départementaux sont, à compter de ces élections, élus au scrutin majoritaire binominal mixte. Les électeurs de chaque canton élisent au Conseil départemental, nouvelle appellation du Conseil général, deux membres de sexe différent, qui se présentent en binôme de candidats. Les conseillers départementaux sont élus pour 6 ans au scrutin binominal majoritaire à deux tours, l'accès au second tour nécessitant 12,5 % des inscrits au 1er tour. En outre la totalité des conseillers départementaux est renouvelée. Ce nouveau mode de scrutin nécessite un redécoupage des cantons dont le nombre est divisé par deux avec arrondi à l'unité impaire supérieure si ce nombre n'est pas entier impair, assorti de conditions de seuils minimaux. Dans la Somme, le nombre de cantons passe ainsi de 46 à 23.
Le canton d'Amiens-6 est formé de communes de l'ancien canton de Boves (5 communes) et d'une fraction de la commune d'Amiens. Il est entièrement inclus dans l'arrondissement d'Amiens. Le bureau centralisateur est situé à Amiens.

## Représentation
| Période élective | Période élective | Mandat | Mandat   | Identité         | Nuance | Nuance | Qualité |
| ---------------- | ---------------- | ------ | -------- | ---------------- | ------ | ------ | --- |
| 2015             | 2021             | 2015   | 2021     | Hubert de Jenlis |        | LREM   | Agent général d'assurances Maire-adjoint d'Amiens (2020 → 2024) Conseiller général d'Amiens-6-Sud (2011 → 2015) Vice-président du conseil départemental de la Somme (2015 → ) Président du groupe Centre et indépendants au conseil départemental                                                                                                   |
| 2015             | 2021             | 2015   | 2021     | France Fongueuse |        | UDI    | Professeure des écoles Conseillère départementale d'Amiens-5 (2021 → ) |
| 2021             | 2028             | 2021   | en cours | Hubert de Jenlis |        | LREM   | Agent général d'assurances Maire-adjoint (2020 → 2024) puis maire d'Amiens (2024 → ) Conseiller général d'Amiens-6-Sud (2011 → 2015) Vice-président du conseil départemental de la Somme (2015 → ) |
| 2021             | 2028             | 2021   | en cours | Valérie Devaux   |        | UDI    | Professeure certifiée d'espagnol Conseillère municipale d'Amiens (2014 → 2020 ) Maire-adjoint d'Amiens, déléguée au secteur Sud (2020 → ) Conseillère d'Amiens Métropole (2020 → ) Co-Présidente du groupe Unis pour la Somme au conseil dépt. (2021 → ) Déléguée départementale de l’UDI (2015 → ) Présidente d'honneur des Amis de Brigitte Fouré |

### Résultats détaillés

#### Élections de mars 2015
| Candidats            | Candidats         | Partis      | Partis      | Premier tour | Premier tour | Second tour | Second tour |
| Candidats            | Candidats         | Partis      | Partis      | Voix         | %            | Voix        | %           |
| -------------------- | ----------------- | ----------- | ----------- | ------------ | ------------ | ----------- | ----------- |
| 1                    | Hubert de Jenlis* |             | UDI         | 2 534        | 32,01        | 4 874       | 67,56       |
| 1                    | France Fongueuse  |             | UDI         | 2 534        | 32,01        | 4 874       | 67,56       |
| 2                    | Antoine Fournier  |             | PS          | 2 071        | 26,16        | 2 340       | 32,44       |
| 2                    | Brigitte Louchart |             | PS          | 2 071        | 26,16        | 2 340       | 32,44       |
| 3                    | Martin Domise     |             | UMP         | 2 009        | 25,38        |             |             |
| 3                    | Anne Pinon        |             | UMP         | 2 009        | 25,38        |             |             |
| 4                    | Serge Bierry      |             | FN          | 1 303        | 16,46        |             |             |
| 4                    | Catherine Cherfi  |             | FN          | 1 303        | 16,46        |             |             |
|                      |                   |             |             |              |              |             |             |
| Inscrits             | Inscrits          | Inscrits    | Inscrits    | 15 751       | 100,00       | 15 752      | 100,00      |
| Abstentions          | Abstentions       | Abstentions | Abstentions | 7 428        | 47,16        | 7 827       | 49,69       |
| Votants              | Votants           | Votants     | Votants     | 8 323        | 52,84        | 7 925       | 50,31       |
| Blancs               | Blancs            | Blancs      | Blancs      | 291          | 3,50         | 489         | 6,17        |
| Nuls                 | Nuls              | Nuls        | Nuls        | 115          | 1,38         | 222         | 2,80        |
| Exprimés             | Exprimés          | Exprimés    | Exprimés    | 7 917        | 95,12        | 7 214       | 91,03       |
| * conseiller sortant |                   |             |             |              |              |             |             |

Hubert de Jenlis a quitté l'UDI et a rejoint LREM.

#### Élections de juin 2021
Le premier tour des élections départementales de 2021 est marqué par un très faible taux de participation (33,26 % au niveau national). Dans le canton d'Amiens-6, ce taux de participation est de 37,76 % (6 233 votants sur 16 505 inscrits) contre 36,82 % au niveau départemental. À l'issue de ce premier tour, deux binômes sont en ballottage : Hubert de Jenlis et Valérie Devaux (Union au centre et à droite, 43,04 %) et Logan Brague et Hélène Trifunovic-Bony (Union de la gauche et des écologistes, 29,39 %).
Le second tour des élections est marqué une nouvelle fois par une abstention massive équivalente au premier tour. Les taux de participation sont de 34,36 % au niveau national, 36,7 % dans le département et 37,55 % dans le canton d'Amiens-6. Hubert de Jenlis et Valérie Devaux (Union au centre et à droite) sont élus avec 63,14 % des suffrages exprimés (3 615 voix pour 6 198 votants et 16 506 inscrits),,,.

## Composition
| Nom                            | Code Insee | Intercommunalité    | Superficie (km2) | Population (dernière pop. légale)                 | Densité (hab./km2) | Modifier                                    |
| ------------------------------ | ---------- | ------------------- | ---------------- | ------------------------------------------------- | ------------------ | ------------------------------------------- |
| Amiens (bureau centralisateur) | 80021      | CA Amiens Métropole | 49,76            | Fraction : 23 904 (2022) Commune : 134 780 (2022) | 2 709              | modifier les données · modifier les données |
| Dury                           | 80261      | CA Amiens Métropole | 10,99            | 1 448 (2022)                                      | 132                | modifier les données · modifier les données |
| Hébécourt                      | 80424      | CA Amiens Métropole | 5,04             | 559 (2022)                                        | 111                | modifier les données · modifier les données |
| Rumigny                        | 80690      | CA Amiens Métropole | 7,83             | 623 (2022)                                        | 80                 | modifier les données · modifier les données |
| Sains-en-Amiénois              | 80696      | CA Amiens Métropole | 9,92             | 1 200 (2022)                                      | 121                | modifier les données · modifier les données |
| Saint-Fuscien                  | 80702      | CA Amiens Métropole | 9,92             | 1 418 (2022)                                      | 143                | modifier les données · modifier les données |
| Canton d'Amiens-6              | 8011       |                     |                  | 29 152 (2022)                                     |                    | modifier les données                        |

Le canton d'Amiens-6 comprend :
1. cinq communes,
2. la partie de la commune d'Amiens située à l'ouest et au sud d'une ligne définie par l'axe des voies et limites suivantes : depuis la limite territoriale de la commune de Saint-Fuscien, rue Saint-Fuscien, rue Paul-Sautai, rue Charles-Dubois (exclue), boulevard Jules-Verne (inclus), place du Maréchal-Joffre (exclue), rue des Otages (incluse), mail Albert-Ier, boulevard de Belfort, boulevard d'Alsace-Lorraine, rue de la Barette, rue des Augustins, rue Adéodat-Lefèvre, place Saint-Michel, rue Cormont, place Notre-Dame, rue Flatters, rue des Orfèvres, rue du Marché-Lanselles, place Gambetta (incluse), rue de la République (incluse), rue des Cordeliers (incluse), rue de Beauvais (exclue), rue du Maréchal-de-Lattre-de-Tassigny (exclue), boulevard Maignan-Larivière (exclu), place Longueville, rue Lenôtre (exclue), esplanade Edouard-Branly (exclue), rue de Paris (incluse), rue Saint-Honoré (incluse), carrefour du boulevard de Châteaudun, rue Jean-Moulin (exclue), jusqu'à la limite territoriale de la commune de Salouël.

## Démographie
En 2022, le canton comptait 29 152 habitants, en évolution de +7,01 % par rapport à 2016 (Somme : −1,26 %, France hors Mayotte : +2,11 %).
| 2013   | 2018   | 2022   |
| ------ | ------ | ------ |
| 26 525 | 27 502 | 29 152 |